# Woodson County
Woodson County ist ein County im Bundesstaat Kansas der Vereinigten Staaten. Das U.S. Census Bureau hat bei der Volkszählung 2020 eine Einwohnerzahl von 3115 ermittelt.
Der Verwaltungssitz (County Seat) ist Yates Center. Das County gehört zu den Dry Countys, was bedeutet, dass der Verkauf von Alkohol eingeschränkt oder verboten ist.

## Geographie
Das County liegt im mittleren Südwesten von Kansas und hat eine Fläche von 1309 Quadratkilometern, wovon 13 Quadratkilometer Wasserfläche sind. Es grenzt im Uhrzeigersinn an folgende Countys: Coffey County, Anderson County, Allen County, Neosho County, Wilson County und Greenwood County.

## Geschichte
Woodson County wurde 1855 gebildet und gehört zu den ersten 33 Countys, die von der ersten Territorial-Verwaltung gebildet wurden. Benannt wurde es nach Daniel Woodson, einem Gouverneur des Kansas Territoriums.
4 Bauwerke und Stätten des Countys sind im National Register of Historic Places eingetragen (Stand 30. August 2017).

## Demografische Daten

Alterspyramide des Woodson Countys (Stand: 2000)

Nach der Volkszählung im Jahr 2000 lebten im Woodson County 3788 Menschen in 1642 Haushalten und 1052 Familien im Woodson County. Die Bevölkerungsdichte betrug 3 Einwohner pro Quadratkilometer. Ethnisch betrachtet setzte sich die Bevölkerung zusammen aus 96,96 Prozent Weißen, 0,82 Prozent Afroamerikanern, 0,87 Prozent amerikanischen Ureinwohnern, 0,05 Prozent Asiaten und 0,24 Prozent aus anderen ethnischen Gruppen; 1,06 Prozent stammten von zwei oder mehr Ethnien ab. 1,37 Prozent der Bevölkerung waren spanischer oder lateinamerikanischer Abstammung.
Von den 1642 Haushalten hatten 25,8 Prozent Kinder unter 18 Jahren, die mit ihnen gemeinsam lebten. 53,8 Prozent waren verheiratete, zusammenlebende Paare, 7,4 Prozent waren allein erziehende Mütter und 35,9 Prozent waren keine Familien. 33,3 Prozent aller Haushalte waren Singlehaushalte und in 19,4 Prozent lebten Menschen mit 65 Jahren oder darüber. Die Durchschnittshaushaltsgröße betrug 2,24 und die durchschnittliche Familiengröße betrug 2,83 Personen.
21,7 Prozent der Bevölkerung waren unter 18 Jahre alt. 7,4 Prozent zwischen 18 und 24 Jahre, 22,1 Prozent zwischen 25 und 44 Jahre, 23,9 Prozent zwischen 45 und 64 Jahre und 24,8 Prozent waren 65 Jahre alt oder älter. Das Durchschnittsalter betrug 44 Jahre. Auf 100 weibliche Personen kamen 96,8 männliche Personen. Auf 100 Frauen im Alter von 18 Jahren und darüber kamen 96,8 Männer.
Das jährliche Durchschnittseinkommen eines Haushalts betrug 25.335 USD, das Durchschnittseinkommen einer Familie betrug 31.369 USD. Männer hatten ein Durchschnittseinkommen von 23.950 USD, Frauen 16.135 USD. Das Prokopfeinkommen betrug 14.283 USD.
10,2 Prozent der Familien und 13,2 Prozent der Bevölkerung lebten unterhalb der Armutsgrenze.

## Orte im County
- Athens
- Batesville
- Cookville
- Durand
- Hasty
- Neosho Falls
- Piqua
- Rose
- Toronto
- Vernon
- Yates Center

Townships
- Center Township
- Liberty Township
- Neosho Falls Township
- North Township
- Perry Township
- Toronto Township